# 수습 (바둑)
수습은 곤마 또는 미생인 돌들을 원만하게 처리해 살려내는 것이다. 즉, 눈의 모양을 갖추거나 불안정하고 약한 돌의 형태를 정비해 안정시키는 것이다. 참고로, 수습과 타개는 비슷한 의미로 혼용해서 쓰이며 바둑에서 공격과 대비되는 방어의 개념이다.